# إيه جي أبرامز
إيه جي أبرامز (بالإنجليزية: A. J. Abrams)‏ مواليد 16 أكتوبر 1986 في شيرمان، هو لاعب كرة سلة أمريكي. بدأ مسيرته الاحترافية في سنة 2009. يحمل الرقم 8. يبلغ طوله 5 قدم 11 بوصة (1.8 م). اعتزل اللعب في 2012. لعب مع سكاليجيرا باسكت فيرونا ونادي نيمبورك لكرة السلة.

## روابط خارجية
- إيه جي أبرامز على موقع كرة السلة الأوروبية.كوم (الإنجليزية)
- إيه جي أبرامز على موقع كلية كرة السلة في سبورتس رفرنس.كوم (الإنجليزية)
- إيه جي أبرامز على موقع ريلجم (الإنجليزية)
- إيه جي أبرامز على موقع سبورتس رفرنس (الإنجليزية)